# Jaranowo Duże
Jaranowo Duże (do grudnia 2008 r. Jaranowo-Majątek) – wieś w Polsce położona w województwie kujawsko-pomorskim, w powiecie aleksandrowskim, w gminie Bądkowo.

## Podział administracyjny
W latach 1975–1998 miejscowość administracyjnie należała do województwa włocławskiego.

## Nazwa
Do grudnia 2008 r. miejscowość nosiła nazwę Jaranowo-Majątek.

## Demografia
Według Narodowego Spisu Powszechnego (III 2011 r.) liczyło 213 mieszkańców. Jest piątą co do wielkości miejscowością gminy Bądkowo.
W majątku w Jaranowie urodził się Stanisław Dzierzbicki (1854-1919) – polski inżynier i polityk, wicepremier i minister rolnictwa i dóbr koronnych w rządzie Jana Kantego Steczkowskiego (Królestwo Polskie 1918)